# Banda de cornamuses Ribeseya
La banda de cornamuses Ribeseya sorgeix l'any 1996 com a resultat de l'activitat dels joves de l'Escola de Música Tradicional de Ribadesella (en asturià Ribeseya). La Banda de cornamuses Ribeseya es forma dins del projecte del mestre de cornamusaires, José Ángel Hevia conegut com “La Bandona de Asturias”, i que estava formada per les bandes de cornamuses de Villaviciosa, Mieres, Candás i Ribeseya, a els qui després s'uniria la Banda de cornamuses de Samartín del Rei Aurelio.
Avui dia la formació de la banda es compon per dotze cornamusaires, quatre caixistes, quatre timbalers i un bomber.

## Primera etapa
La banda comença a actuar per tota la geografia asturiana de forma autònoma. Trobada com L'Ascensió a Oviedo, La Festa el Pastor en els Lagos de Covadonga o la festa de les Cebes Farcides en El Lliuro i moltes altres cites al país i festivitats del conceyo de Ribeseya.
- 1998 - La banda acudeix a alguns festivals, tant dins com fora de la geografia asturiana, en ciutats com Sevilla o Castelló, però sens dubte, hi ha un Festival que representa el celtisme a nivell mundial, i aquest és el Festival Intercèltic d'An Oriant, al que va acudir formant part de “La Bandona d'Astúries”
- 2001 - Disputa el Primer Campionat de Bandes de Cornamuses Asturianes, celebrat a Gijón. És la banda revelació del campionat, obtenint un meritori quart lloc.
- 2002 - En el mateix Campionat de Bandes, s'enfronta braç a braç amb la Banda de Cornamuses “Villaviciosa-El Gaitero”, aconseguint el subcampionat d'Astúries. Al cap d'un any, a La Felguera, la banda repeteix història quedant aquesta vegada en el tercer lloc.

A l'hivern de l'any 2003 la banda té una crisi de components per raons d'estudis i de treball dels components i es veu obligada a prendre un recés temporal que finalment durarà sis anys.

## Segona etapa
L'any 2009 es produeixen accions per intentar ressuscitar la banda. D'aquest moviment reneix l'actual grup que torna amb l'objectiu de convertir-se en una banda compatible amb els horaris de treball i accessible a gent de qualsevol part d'Astúries amb ganes de treballar i progressar. Des d'aquest moment, en el que comencen els assajos, la banda actua en el Festival de Bandes de Cornamuses “Xacara” i en el de Castrillón l'any 2010 acollint bons comentaris, la qual cosa anima al grup de Ribadesella a competir a la Fase Final de la Lliga Gallega de Bandes de Gaites .
- En aquest campionat, celebrat al juliol del 2011, la banda obté un meritori segon lloc en Grau 2, i una victòria en la categoria de percussió. Resultats a destacar, considerant que la puntuació final s'obté en sumar les diverses categories, entre les que figura l'estètica, apartat en el qual li van atorgar una puntuació molt baixa per no un tenir abillaments tradicionals.[2]
- L'any 2012 es presenta a la Lliga Gallega de Bandes de Cornamuses, quedant Campiona de Segon Grau traient més de trenta punts en les dues fases al segon classificat. Aquest mateix any, acudeix entre altres festivals i festes al Festival de Bandes de Cornamuses de Candás, retransmès en directe per televisió.[3]
- L'any 2013 assisteixen a alguns Festivals asturians i participen en el Campionat de l'Arc Atlàntic de Gijón, quedant quarts en la general i Campions de Cossos de Percussió. També viatgen al País basc, al Festival Sopela Munduan, Mundua Sopelan.[4]
- L'any 2014 realitzen una gira pels auditoris més grans de Múrcia i segueixen actuant per Festivals asturians. També es desplacen a Galícia a algunes actuacions.